# Benjamin Bathurst
Benjamin Bathurst (Londra, 18 marzo 1784 – ... scomparso il 25 novembre 1809) è stato un diplomatico inglese, misteriosamente scomparso a Perleberg, in Prussia, nel corso di una missione diplomatica.

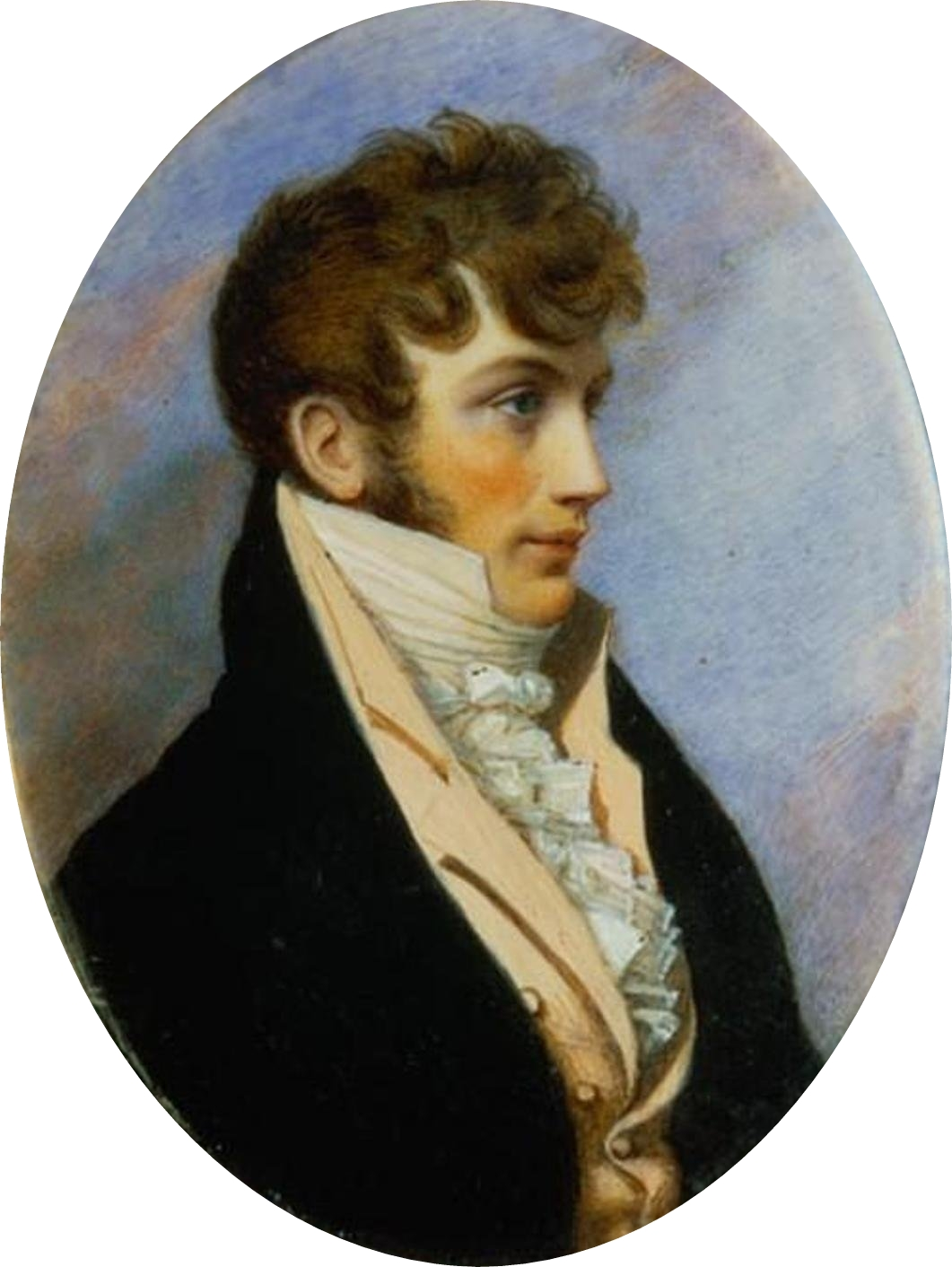
Benjamin Bathurst

Sulla sua sparizione sono state avanzate varie teorie, da quella più semplice riguardante un presunto omicidio avvenuto da parte di abitanti del centro cittadino, fino a quella più complessa relativa a un presunto rapimento compiuto da parte di emissari dell'esercito napoleonico, che Napoleone in persona avrebbe negato.
La sorte del diplomatico inglese resta tuttora sconosciuta.

## Riferimenti nella cultura di massa
Il mistero della scomparsa del diplomatico è stato reso popolare dalla pubblicazione di alcuni articoli di giornale e racconti. Tra questi il racconto di fantascienza Passò intorno ai cavalli (He Walked Around the Horses) di H. Beam Piper. Il titolo del libro deriva dalle testimonianze raccolte da parte di chi avrebbe visto Bathurst per l'ultima volta davanti a una locanda di Perleberg, mentre passeggiava intorno ai cavalli della propria carrozza nell'attesa che questi venissero sostituiti.
Nel racconto emerge una visione ironica della storia del XVIII secolo, dove l'autore, prendendo spunto dalla scomparsa di Bathurst, immagina che questi sia finito in una dimensione parallela dove numerosi eventi storici si sono svolti diversamente: gli Inglesi avrebbero vinto la Guerra d'indipendenza americana, la Rivoluzione francese del 1789 non avrebbe mai avuto luogo e Napoleone sarebbe stato un ufficiale fedele al Re Luigi XVI.